# Bullera hannae
Bullera hannae är en svampart som beskrevs av Hamam. & Nakase 1996. Bullera hannae ingår i släktet Bullera och familjen Tremellaceae.   Inga underarter finns listade i Catalogue of Life.